# Hecamedoides morrii
Hecamedoides morrii är en tvåvingeart som först beskrevs av Canzoneri och Giuseppe Giovanni Antonio Meneghini 1980.  Hecamedoides morrii ingår i släktet Hecamedoides och familjen vattenflugor.
Artens utbredningsområde är Italien. Inga underarter finns listade i Catalogue of Life.